# Quenya
Tiếng Quenya là một ngôn ngữ hư cấu được phát minh bởi nhà văn J. R. R. Tolkien, và được sử dụng bởi Elves trong legendarium của ông.
Tolkien bắt đầu đặt ra các ngôn ngữ vào khoảng năm 1910 và tái cấu trúc ngữ pháp nhiều lần cho đến khi tiếng Quenya đạt đến trạng thái cuối cùng của nó. Các từ vựng vẫn tương đối ổn định trong suốt quá trình tạo ra. Tên gọi của ngôn ngữ này cũng đã được Tolkien thay đổi nhiều lần từ Elfin và Qenya và cuối cùng là Quenya. Tiếng Phần Lan đã là một nguồn cảm hứng lớn, nhưng Tolkien cũng đã quen thuộc với tiếng Latin, tiếng Hy Lạp và các ngôn ngữ gốc Đức cổ xưa khi ông bắt đầu xây dựng tiếng Quenya. Một tính năng đáng chú ý của tiếng Elves do Tolkien tạo ra là sự phát triển của ông về một lịch sử nội bộ phức tạp của nhân vật để nói những tiếng lạ trong vũ trụ hư cấu của họ do ông cảm thấy rằng, như với các ngôn ngữ lịch sử mà ông đã nghiên cứu một cách chuyên nghiệp, các ngôn ngữ của ông đã thay đổi và phát triển theo thời gian không ở trong một chân không, do kết quả của việc di cư và các tương tác của các dân tộc người nói chúng.